# 达豪县
达豪县（德語：Landkreis Dachau）是德国巴伐利亚州的一个县，隶属于上巴伐利亚行政区，首府达豪。

## 華語譯名
由於兩岸對於德國行政區「Landkreis」翻譯的不同，台灣稱為「達考郡」；中國大陸稱為「达豪县」。

## 地理
达豪县位于慕尼黑西北，北面与伊尔姆河畔普法芬霍芬县，东面与弗赖辛县，东南面与慕尼黑县和慕尼黑市，南面与菲斯滕费尔德布鲁克县，西面与艾夏赫-弗里德贝格县相邻。